# Montia fontana
Montia fontana é uma espécie de planta com flor pertencente à família Portulacaceae, popularmente conhecida como meruje. 
A autoridade científica da espécie é L., tendo sido publicada em Species Plantarum 1: 87–88. 1753.

## Portugal
Trata-se de uma espécie presente no território português, nomeadamente os seguintes táxones infraespecíficos:
- Montia fontana subsp. amporitana - presente em Portugal Continental. Em termos de naturalidade é nativa da região atrás referida. Não se encontra protegida por legislação portuguesa ou da Comunidade Europeia.
- Montia fontana subsp. chondrosperma - presente em Portugal Continental. Em termos de naturalidade é nativa da região atrás referida. Não se encontra protegida por legislação portuguesa ou da Comunidade Europeia.